# Archibasis
Archibasis es un género de caballitos del diablo que pertenecen a la familia Coenagrionidae.
Estos caballitos del diablo son generalmente de tamaño mediano con colores brillantes. Los Archibasis se extienden por el sur de Asia, Indonesia, Nueva Guinea y Australia.

## Especies
El género Archibasis incluye las siguientes especies:
- Archibasis crucigera  Lieftinck, 1949
- Archibasis incisura  Lieftinck, 1949
- Archibasis lieftincki Conniff & Bedjacnic, 2013
- Archibasis melanocyana  (Selys, 1877)
- Archibasis mimetes (Tillyard, 1913)
- Archibasis oscillans (Selys, 1877)
- Archibasis rebeccae  Kemp, 1989
- Archibasis tenella  Lieftinck, 1949
- Archibasis viola  Lieftinck, 1949